# Pieter Huysers Huis

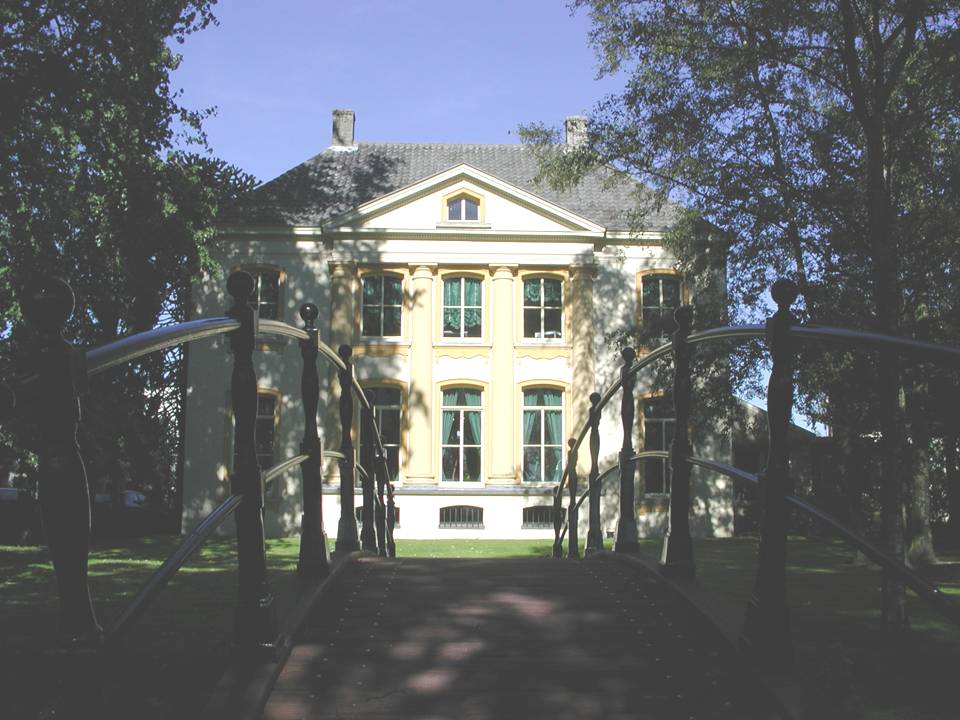
Pieter Huyser Huis in 2004

Het Pieter Huysers Huis is een neoclassicistisch gebouw uit 1822, gelegen in het centrum van Chaam in de Nederlandse provincie Noord-Brabant.
Het is gebouwd als landhuis en is een ontwerp van de toen gerenommeerde architect Pieter Huijsers (1781-1848), die zijn sporen duidelijk heeft achtergelaten in Zuid-Nederland. Hij is onder andere verantwoordelijk voor het ontwerp van de raadhuizen van Steenbergen en Zundert en de Nieuwe Kerk in Zierikzee.
Het Pieter Huysers Huis is in 1822-1824 als landhuis te Chaam gebouwd in opdracht van Pieter Adriaan en Pieter Jan Huysers. De kosten van de bouw waren destijds ƒ 5678,90. Inclusief de grond, circa 1 hectare in die tijd, was de totale som circa ƒ 7000. Vanaf 1824 werd het landhuis door de gebroeders Huysers bewoond samen met de huishoudster Isabella Maria van Houten. Verder had men een knecht-tuinman-koetsier, Martijn Aertsen uit Eethen en een dienstmeisje, Elisabeth de Graaf uit Alphen. Op 6 juli 1835 stierf Pieter Adriaan na een lang ziekbed, nog net geen 50 jaar oud.
In 1836 gaf de jongste broer opdracht aan notaris Willem Karel van Breda, gevestigd te Chaam, om het landhuis inclusief ondergrond openbaar te verkopen. Dit bleek echter geen succes, want op de zittingsdagen kwam de notaris niet hoger dan 2300 gulden, dat nota bene was ingezet door neef Casper Bekkers. Later is het onderhands verkocht aan de weduwe van P.F. Esmault, Maria Verhoeven. Zij verkocht het weer door aan Johannes Wijnants en deze verkocht het op 1 augustus 1839 aan de RK Kerk, die vertegenwoordigd werd door pastoor Petrus van der Heyden. De kerk betaalde 4000 gulden. Daarna deed het ruim 150 jaar dienst als pastorie.

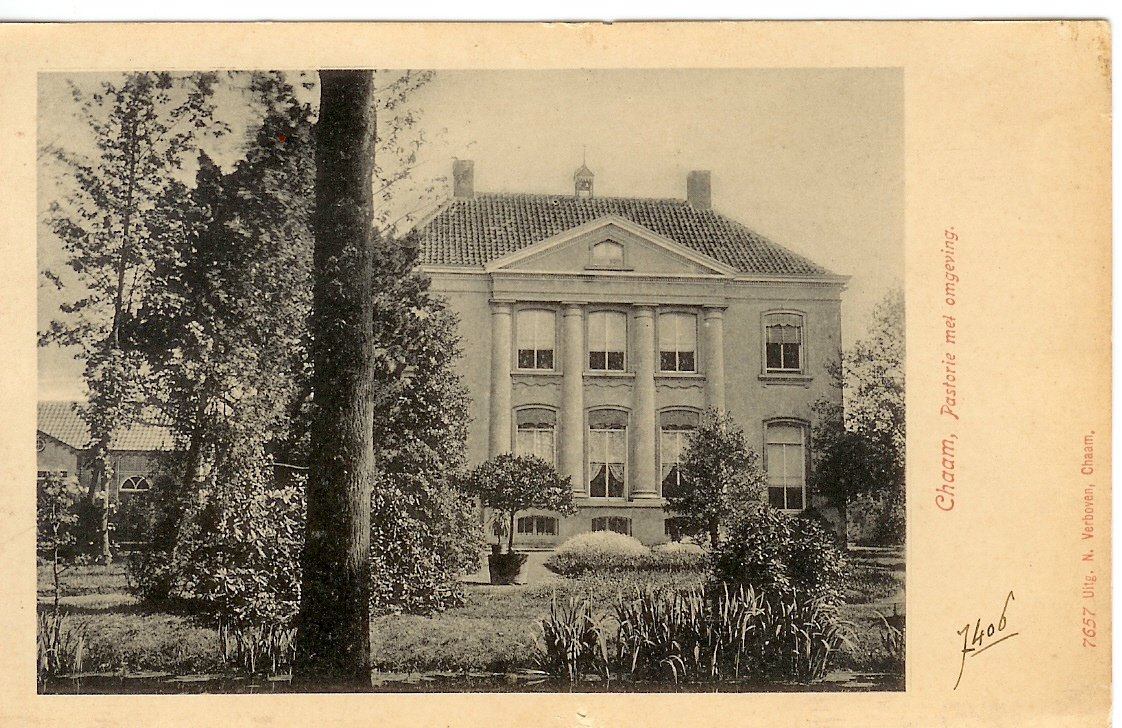
R.K. Pastorie anno 1860

Het markante pand is in 1991 door het kerkbestuur verkocht aan Pieter Geerts en werd sindsdien als kantoor gebruikt. Sinds oktober 2017 is de familie Geerts het pand gaan bewonen. Vanaf 2019 wordt het koetshuis gebruikt door Thuiz Makelaardij. Het pand is een Rijksmonument.
In de tuin staat een zuilvormige Zilveresdoorn, Acer saccharinum 'Fastigiata' (medio 1850) welke is opgenomen in het landelijke register van monumentale bomen.Op 10 oktober 2009 is door dhr. Leo Goudzwaard met behulp van een Suunto Clinometer (hoogtemeter) de hoogte gemeten. Deze is 36,5 meter en is hiermee de hoogste zilveresdoorn in Nederland. De omtrek is 538 cm. Bas Poutsma van B-Vier Boomspecialisten heeft de conditie van de boom op de voet gevolgd. Er is ook een picus-meting uitgevoerd, waaruit is gebleken dat de boom intern sterk was aangetast. Ook aan de buitenkant was er sprake van ernstige zwamgroei. Op een rustige nacht in 2022 bleek een enorme tak van de boom afgescheurd welke flinke schade heeft veroorzaakt aan de woning. Er bleef niets anders over dan de boom terug te snoeien en is sindsdien niet meer de hoogste zilveresdoorn in Nederland.